# 沼田広域圏
沼田広域圏（ぬまたこういきけん）：正式名称利根沼田広域市町村圏（とねぬまたこういきしちょうそんけん）は、群馬県の広域行政圏の一つ。

## 構成自治体
以下の5市町村で構成する。
1. 沼田市
2. 片品村
3. 川場村
4. 昭和村
5. みなかみ町

## 広域圏組合機関
- 利根沼田広域消防本部
- 利根沼田文化会館
- 利根沼田農業共済事務所
- 利根沼田介護認定審査事務所
- 愛宕老人ホーム
- 猿ケ京老人ホーム
- ぬまた聖苑
- 利根沼田交通センター
- 利根沼田広域観光センター